# مردان اسرائیل
مردان اسرائیل (انگلیسی: Men of Israel) یک فیلم پورنوگرافی گی به کارگردانی مایکل لوکاس است که در سال ۲۰۰۹ توسط استودیوی لوکاس انترتینمنت منتشر شد.